# Ubay
Ubay è una municipalità di quarta classe delle Filippine, situata nella Provincia di Bohol, nella Regione del Visayas Centrale.

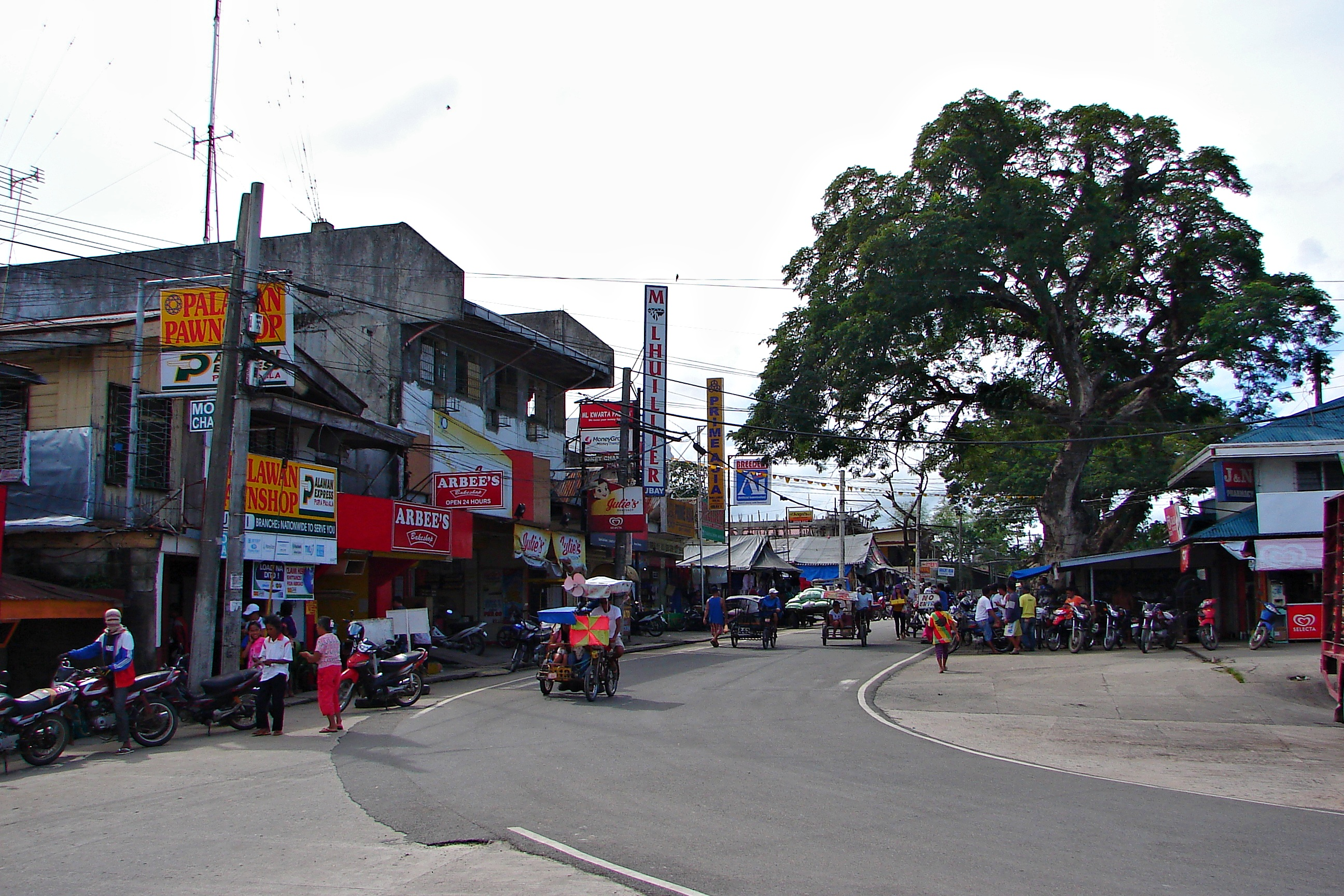
Il quartiere di Población

Ubay è formata da 44 baranggay:
- Achila
- Bay-ang
- Biabas
- Benliw
- Bongbong
- Bood
- Buenavista
- Bulilis
- Cagting
- Calanggaman
- California
- Camali-an
- Camambugan
- Casate
- Cuya
- Fatima
- Gabi
- Governor Boyles
- Guintabo-an
- Hambabauran
- Humayhumay
- Ilihan

- Imelda
- Juagdan
- Katarungan
- Lomangog
- Los Angeles
- Pag-asa
- Pangpang
- Poblacion
- San Francisco
- San Isidro
- San Pascual
- San Vicente
- Sentinila
- Sinandigan
- Tapal
- Tapon
- Tintinan
- Tipolo
- Tubog
- Tuboran
- Union
- Villa Teresita